# Alaska Thunderfuck
Alaska Thunderfuck   (Erie, 6 de març de 1985) nom artístic de Justin Andrew Honard, també coneguda pels altres noms artístics d'Alaska Thunderfuck 5000 o simplement Alaska, és una drag queen, artista, i cantant dels Estats Units. Alaska va guanyar notorietat després de ser finalista en la cinquena temporada de RuPaul's Drag Race. Més endavant, el 2016, va ser coronada com la guanyadora de la segona temporada de RuPaul's Drag Race: All Stars.

## Vida privada
Justin Andrew Honard va néixer i créixer a Erie, Pennsilvània, i es va graduar a l'Institut Fort LeBoeuf l'any 2003. Va estudiar teatre a la Universitat de Pittsburgh. Honard té un mig germà anomenat Cory Binney, amb qui ha protagonitzat una sèrie web de World of Wonder anomenada Bro'Laska. També té una germana gran, Brooke, i un germà més jove anomenat Ryan.

## Carrera
Honard es va mudar originalment a Los Angeles per seguir una carrera d'actuació. Descontent amb el procés d'audició, es va interessar per l'art drag i va aconseguir una feina a Fubar, un club de West Hollywood. Actuava també sovint en els espectacles de Trannyshack a Los Angeles. El 2009, va actuar a la desfilada de l'Orgull Gai de Primavera de Palm Springs al costat de Tammie Brown i Jer Ber Jones.

### RuPaul's Drag Race

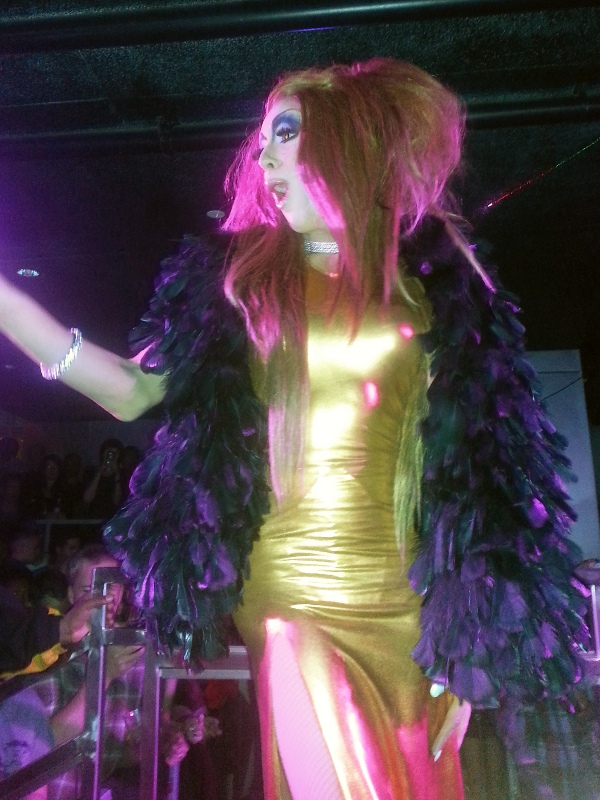
Alaska, l'any 2013

Al novembre de l'2012, es va anunciar que Alaska Thunderfuck estava entre les 14 drag queens que competirien en la cinquena temporada de RuPaul's Drag Race, però sota el monónimo de Alaska. Anteriorment ja havia audicionat sense èxit per a les quatre temporades prèvies del format. Durant la seva temporada, Alaska va guanyar el repte principal de l'episodi "Scent of a Drag Queen", i el repte principal de "Sugar Ball". Com a part del programa, Alaska va formar part de les veus de la cançó "Can I Get an Amen?", que s'inspirava en la cançó "We Are the World". Els guanys d'aquesta cançó van ajudar el Centre Gai i Lèsbic de Los Angeles. Al maig de 2013, a la final de la seva temporada, Jinkx Monsoon va ser declarada guanyadora, i Alaska va ser proclamada finalista al costat de Roxxxy Andrews.
Després d'acabada la temporada, Alaska va començar a realitzar actuacions arreu del món, i el 2015 va presentar el seu primer àlbum, "Anus". Al 2016 va ser seleccionada al costat de 9 altres concursants per participar en la segona temporada de RuPaul's Drag Race: All Stars, i va acabar guanyant el concurs.
A l'octubre de 2016 va presentar el seu àlbum "Poundcake" amb la col·laboració d'altres reconegudes drag queens en alguns dels temes, com ara Adore Delano o Miss Fame.

## Discografia i filmografia

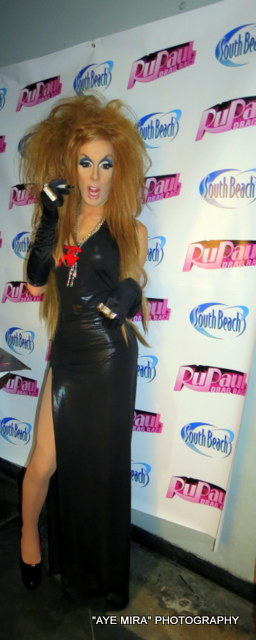
Alaska a Houston

### Àlbums d'estudi
| Títol     | Detalls |
| --------- | --- |
| Anus      | - Data de llançament: 23 de juny de 2015 - Segell discogràfic: Sidecar Records - Formats: Descarrega digital, format físic i vinil         |
| Poundcake | - Data de llançament: 14 d'octubre de 2016 - Segell discogràfic: Producer Entertainment Group - Formats: Descàrrega digital i format físic |

### Senzills
| Títol                                           | Any  |
| ----------------------------------------------- | ---- |
| "Ru Girl"                                       | 2013 |
| "Your Makeup Is Terrible"                       | 2014 |
| "Nails"                                         | 2014 |
| "Hieeee"                                        | 2015 |
| "This Is My Hair"                               | 2015 |
| "Gimme All Your Money" (feat. Laganja Estranja) | 2016 |
| "Anus"                                          | 2016 |
| "Puppet"                                        | 2016 |
| "The T" (feat. Adore Delano)                    | 2016 |
| "Stun" (feat. Gia Gunn)                         | 2017 |

### Televisió
| Any  | Títol                         | Paper        | Notes                                         |
| ---- | ----------------------------- | ------------ | --------------------------------------------- |
| 2011 | RuPaul's Drag Race            | Alaska       | Temporada 3 - Episodi 1: Càsting Extravaganza |
| 2012 | RuPaul's Drag Race: Untucked  | Alaska       | temporada 4 - Cameo en un missatge de vídeo   |
| 2013 | RuPaul's Drag Race            | Alaska       | Temporada 5- Subcampiona                      |
| 2013 | RuPaul's Drag Race: Untucked  | Alaska       | Temporada 5                                   |
| 2015 | The Art Of                    | Alaska       | Episodi: "L'Art del Drag"                     |
| 2015 | RuPaul's Drag Race            | Anna Wintour | Temporada 7 - Episodi 1: Born Naked           |
| 2016 | RuPaul's Drag Race: All Stars | Alaska       | Temporada 2 - Guanyadora                      |
| 2017 | Scared Famous                 | Alaska       | Temporada 1                                   |

### Teatre
| Any  | Títol                 | Paper               | Teatre           | Ref.   |
| ---- | --------------------- | ------------------- | ---------------- | ------ |
| 2013 | The Rocky Horror Show | Dr. Frank N. Furter | Woodlawn Theatre | [ 20 ] |